# Bataille navale d'Iquique
Guerre du Pacifique
Batailles
Campagne navale
- Chipana
- Iquique
- Punta Gruesa
- Antofagasta (1re)
- Antofagasta (2e)
- Rímac
- Angamos
- Pilcomayo
- Arica (1re)
- Arica (2e)
- Callao

Campagne terrestre
- Topáter
- San Francisco
- Tarapacá
- Los Ángeles
- Alto de la Alianza (Tacna)
- Arica
- Chorrillos
- Miraflores
- Lima
- San Pablo
- Pachia
- La Concepción
- Huamachuco

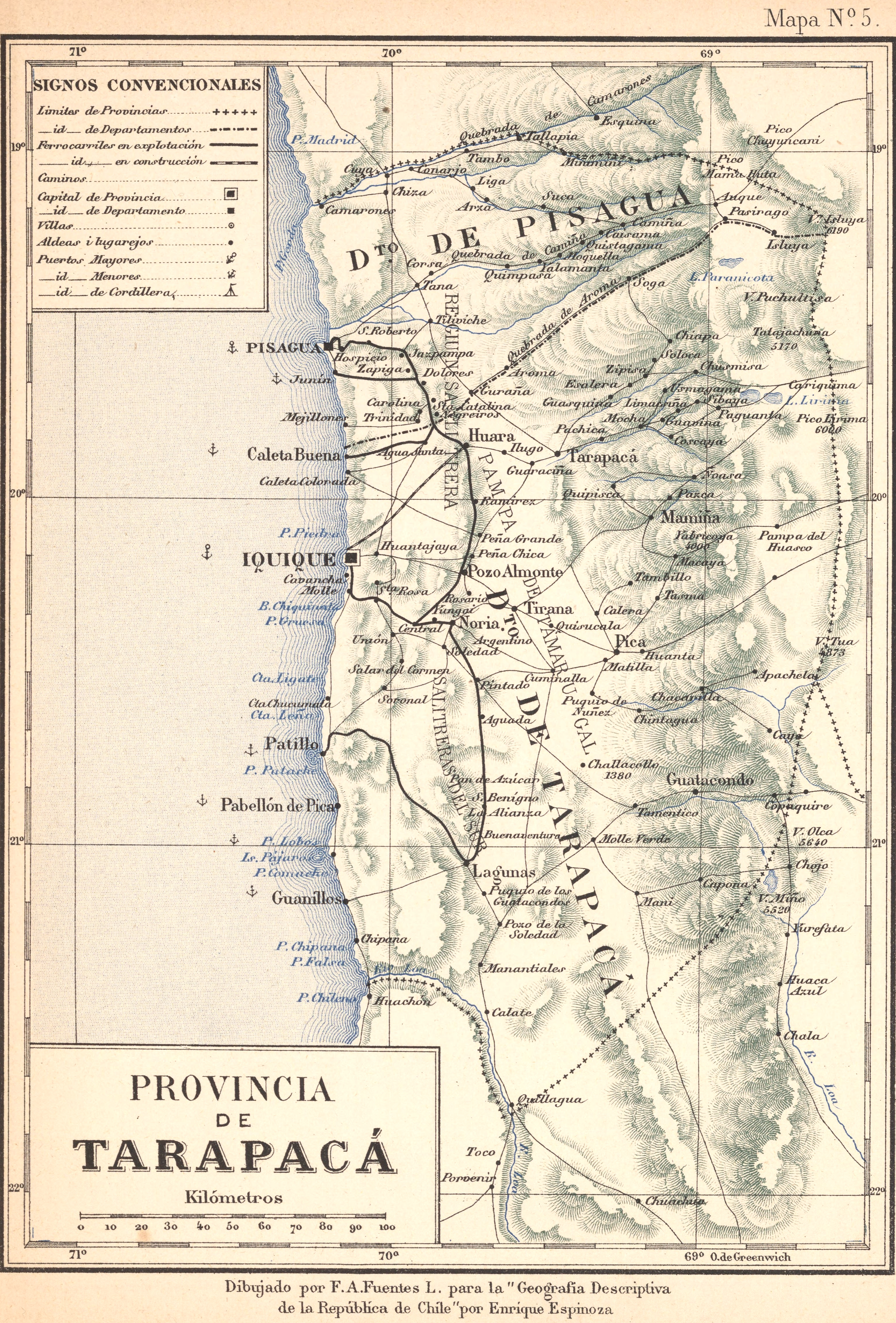
La côte du Pacifique en 1895 avec la localisation du port d'Iquique

La bataille navale d'Iquique est un affrontement qui s'est déroulé le 21 mai 1879, durant la guerre du Pacifique, conflit entre le Chili et l'alliance entre le Pérou et la Bolivie. La bataille a eu lieu devant le port péruvien d'Iquique, le Huáscar, cuirassé péruvien commandé par Miguel Grau, coulant finalement l'Esmeralda (en), corvette en bois chilienne sous les ordres d'Arturo Prat, après quatre heures de combat.

## Préambule

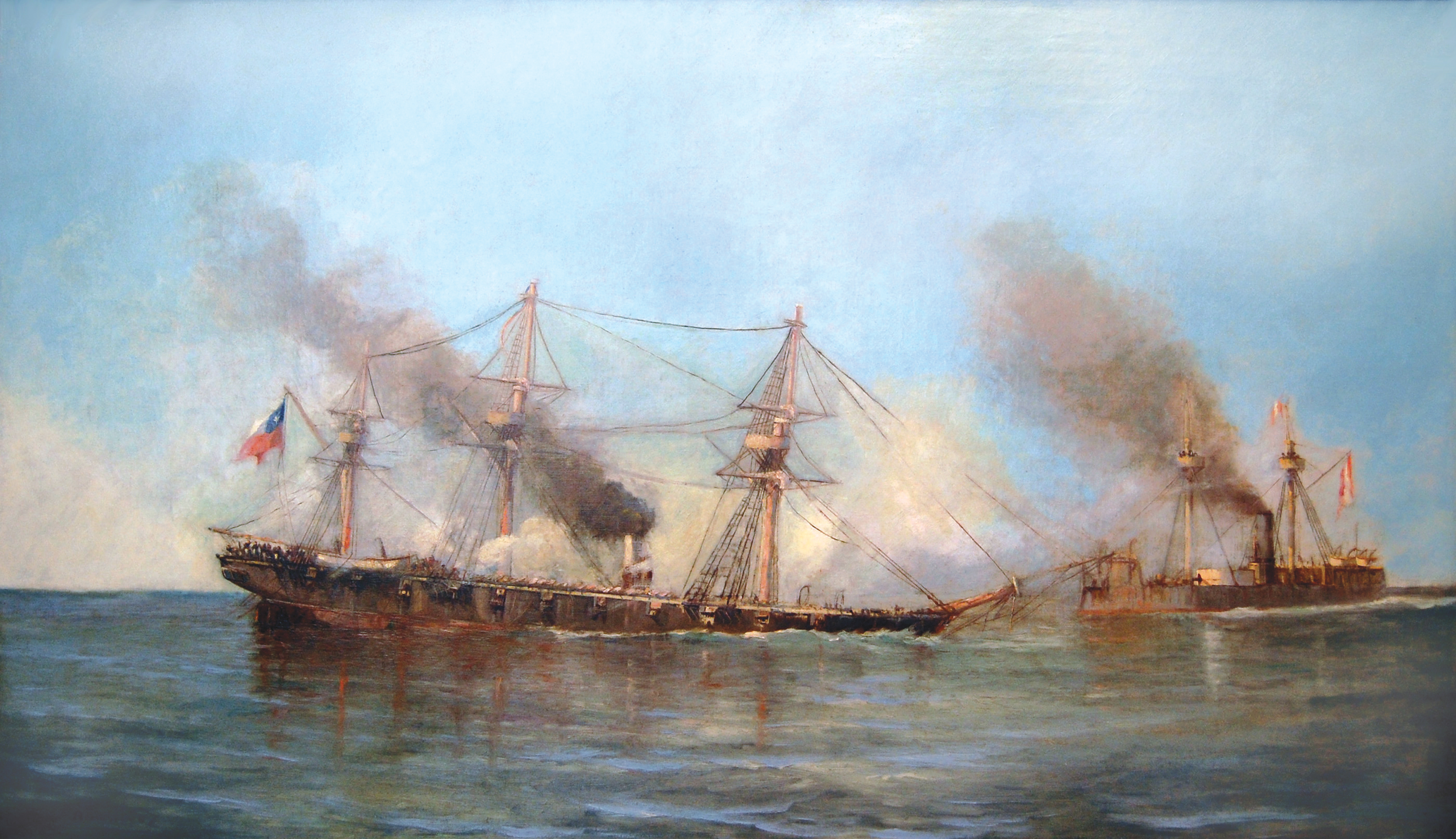
Bataille navale d'Iquique
huile sur toile
Álvaro Casanova Zenteno

Après que les forces armées chiliennes se sont emparées le 14 février 1879 du port bolivien d'Antofagasta, la Bolivie déclare la guerre au Chili le 1er mars 1879, et elle obtient que le Pérou entre dans le conflit à ses côtés en vertu du traité secret de défense réciproque qui lie les deux pays depuis 1873.
Le 5 avril 1879, le Chili déclare à son tour la guerre à la Bolivie et au Pérou, alors que l'armée péruvienne se retrouve avec ses navires désarmés à Callao : la frégate blindée Independencia se trouve en cale sèche avec ses chaudières à terre, le Huáscar est désarmé et privé de son artillerie. Il ne reste donc que quelques petits navires opérationnels, entre autres les corvettes Unión et Pilcomayo.
Le Chili, comme le Pérou, avait déclaré la guerre, pour plusieurs raisons. La première d'entre elles était le contrôle de la mer, pour les besoins de l'armée en campagne, étant donné les longues distances qui séparaient les théâtres d'opérations de leurs bases logistiques. Mais la destruction des navires péruviens était, pour le Chili, d'une importance vitale. Pour atteindre cet objectif, le gouvernement de Santiago planifie la « campagne navale ». Lima, de son côté, était préoccupée par l’état des principaux navires de guerre ancrés à Callao.

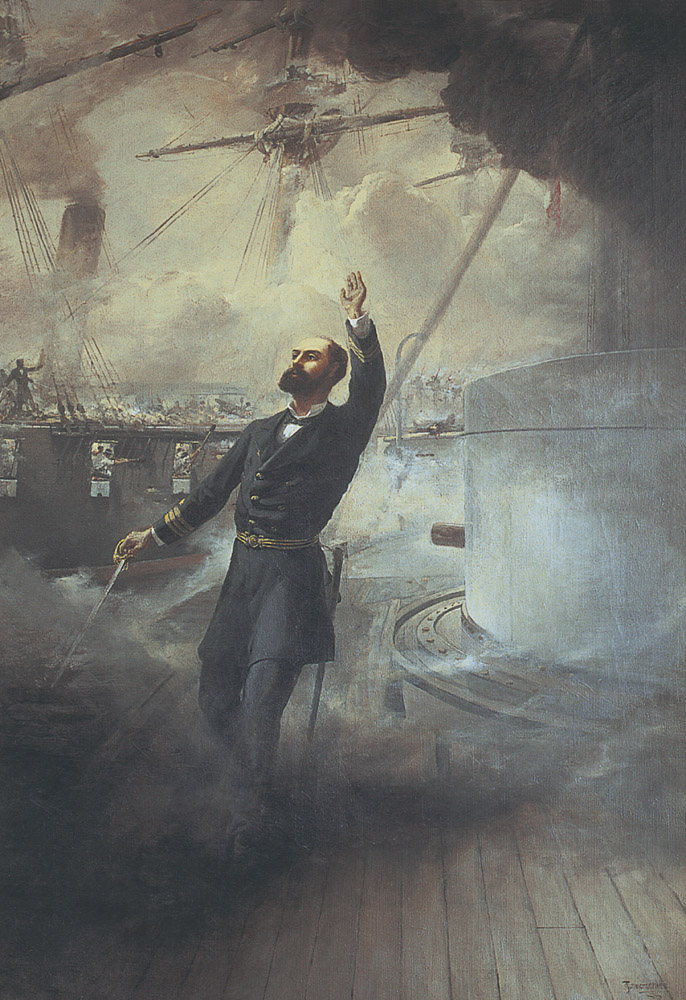
Mort du capitaine de frégate Arturo Prat Chacón, commandant de la Esmeralda durant le blocus de Iquique et héros du combat naval qui s'ensuivit (Thomas Somerscales)

Le gouvernement du Pérou craignait, durant les premiers jours de la guerre, de voir la flotte chilienne arriver à Callao et détruire ses navires de guerre. D'un autre côté, il appréhendait de ne pouvoir se défendre. La flotte chilienne devait seulement prendre l'artillerie des camps péruviens de Callao. Mais le Pérou, anticipant la manœuvre, avait détruit son artillerie, au cas précisément où son adversaire, prenant le contrôle des principaux ports péruviens, se serait ainsi assuré la mainmise sur le littoral et la mer.
L'armée péruvienne du sud était déployée à Iquique sous le commandement du général de division Juan Buendía (es) et un autre corps de troupe était implanté à Arequipa sous les ordres d'un colonel.

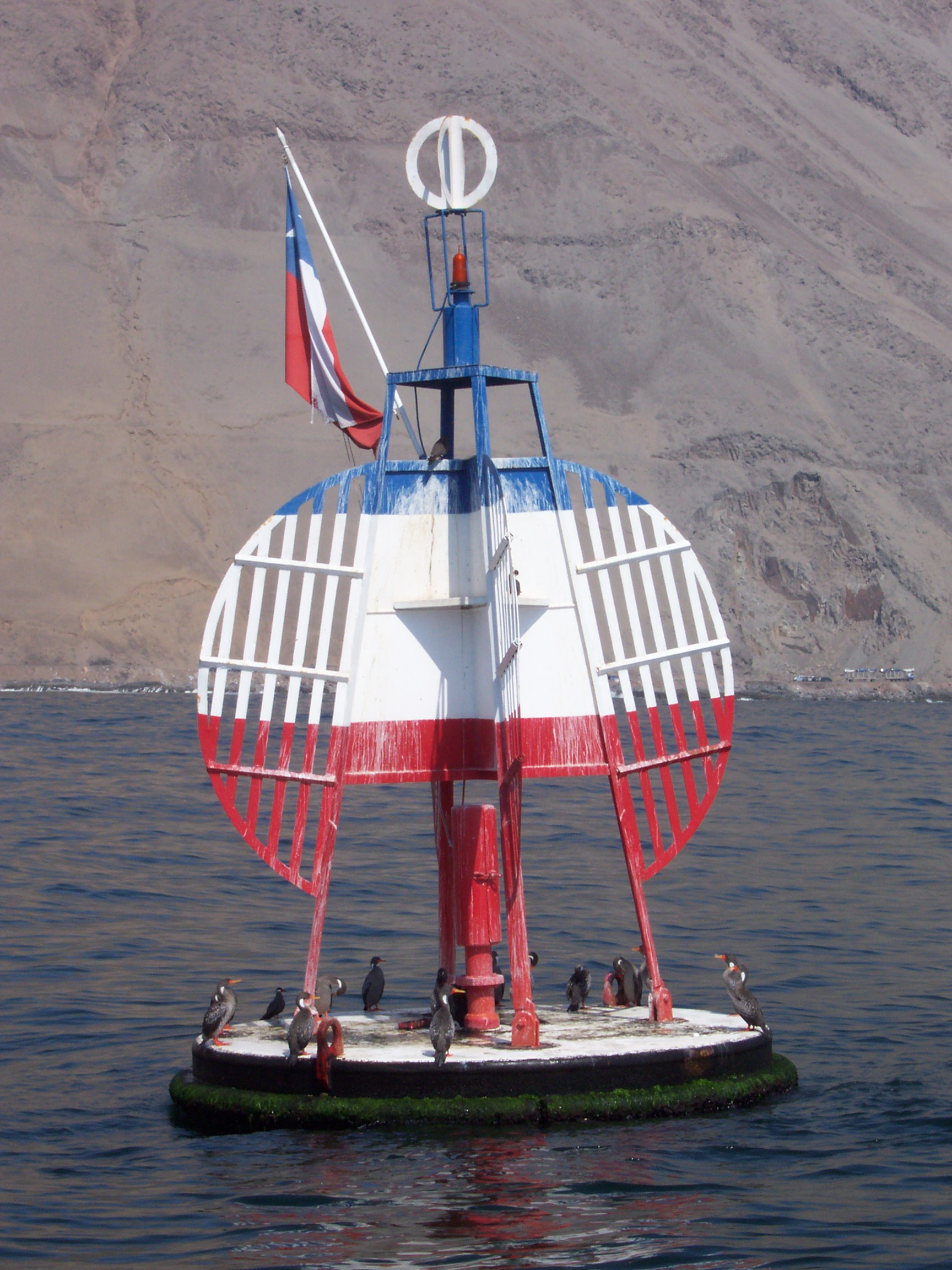
Balise marquant le site de l'épave de l'Esmeralda dans le port d'Iquique

Une partie du gouvernement de Santiago préconisait de commencer la guerre du Pacifique en frappant le premier port péruvien de Callao. Cependant, le contre-amiral Juan Williams Rebolledo (es) était partisan de bloquer Iquique, qui à ce moment était devenu le deuxième port en importance : il se trompait. Quand il réagit et décida l'attaque sur Callao, il était déjà trop tard, l'escadre péruvienne n'était plus dans le port mais naviguait déjà pour attaquer l'arrière-garde chilienne. Lorsqu'il se rendit compte de la menace, l'amiral chilien essaya désespérément de faire route au sud pour protéger son arrière-garde, qui était formée des navires de guerre Esmeralda de type corvette, et la canonnière-goélette Covadonga. De nouveau, il fut pris de court : les navires péruviens Huáscar et Independencia, formant la Première Division navale et commandés par le capitaine Miguel Grau Seminario, croisaient déjà dans les eaux d'Iquique, guettant l'arrière-garde de Williams Rebolledo.

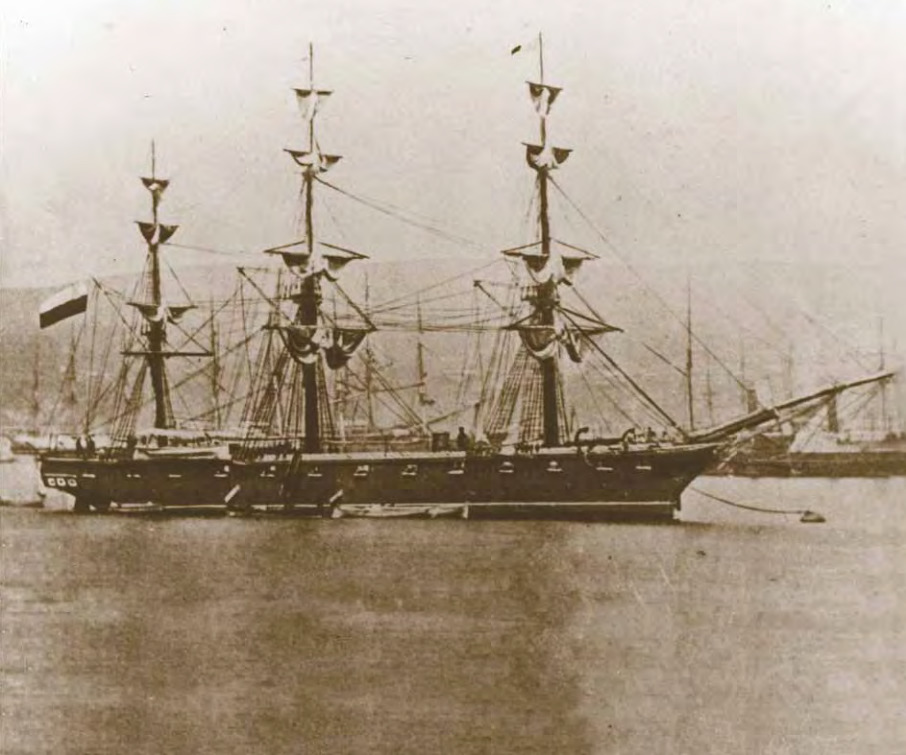
La Esmeralda

Le 2 avril 1879, le gouvernement chilien adresse un message au vice-amiral Juan Williams Rebolledo, commandant en chef de son escadre :
«  Déclaration de guerre au Pérou imminente. Godoy et Lavalle s'en vont demain. Veuillez procéder comme en campagne. Godoy me dit : La situation de l'escadre à Callao est mauvaise. L'attaquer par surprise à l'aube serait très sûr, mais il serait préférable de le faire hors de portée des batteries. L'effectif de l'armée péruvienne est de 6 080 toutes armes confondues et de 2 500 gendarmes et policiers. »
Peu après le gouvernement remet un autre message :
«  Une déclaration de guerre se sait à Lima. Vous essaierez de détruire ou d'immobiliser la flotte péruvienne, d'empêcher la fortification d'Iquique ou de la détruire, d'appréhender les transports, de bloquer des ports et d'y procéder de toutes les manières possibles. A. Saavedra. Ministre de la Guerre  »
Cependant, au lieu de mettre sa supériorité à profit et d'attaquer dans un premier temps la flotte péruvienne toujours mouillée à Callao, le commandement naval chilien se dispose à bombarder les ports méridionaux du Pérou — alors qu'il lui a été ordonné de bloquer le port d'Iquique. L'erreur de l'amiral Williams allait lui coûter très cher : quand il décide finalement d'intervenir à Callao, il est trop tard : la Première Division navale, c'est-à-dire le Huáscar, l'Independencia, le Chalaco, le De Lima et l'Oroya, accompagnés par le Manco Cápac, de la Deuxième Division navale, avaient levé l'ancre le 16 mai en direction d'Arica, en escortant le président du Pérou Mariano Ignacio Prado et son état-major, qui y arriveront quatre jours après.
Le Huáscar se retrouve en mer avec un équipage de deux cents hommes. Un capitaine de frégate, un capitaine d'une corvette, trois capitaines, trois seconds et un sous-lieutenant de frégate furent engagés aux côtés de Grau. On comptait également quatre chirurgiens et huit aspirants de marine, huit machinistes, en majorité britanniques et vingt-cinq marins. De la même manière il y avait 42 artilleurs et deux détachements de l'armée : la colonne Constitución et la garnison du bataillon Ayacucho no 3, à laquelle sont intégrés 45 soldats sous la conduite de deux capitaines. Ils disposaient également de marins, de mousses, responsables de chaudières et de charbonniers.
Une fois à Arica, les Péruviens reçurent l'information que la flotte chilienne naviguait vers Callao et que trois navires ennemis, la corvette Esmeralda, la canonnière Covadonga et le transporteur Lamar bloquaient le port de Iquique. Ils apprirent aussi qu'un convoi méridional qui transportait deux mille cinq cents soldats depuis Valparaíso se dirigeait vers Antofagasta. Cette situation requérant des mesures immédiates, le président péruvien disposa le Huáscar et l'Indépendancia devant Iquique avec ordre de rompre le blocus et de capturer ou détruire les vaisseaux chiliens. Ils attaqueront donc le convoi de Valparaiso et, finalement, saboteront l'installation de traitement d'eau potable d'Antofagasta pour éviter qu'elle puisse être utilisée par les troupes adverses.

## Le combat naval d'Iquique

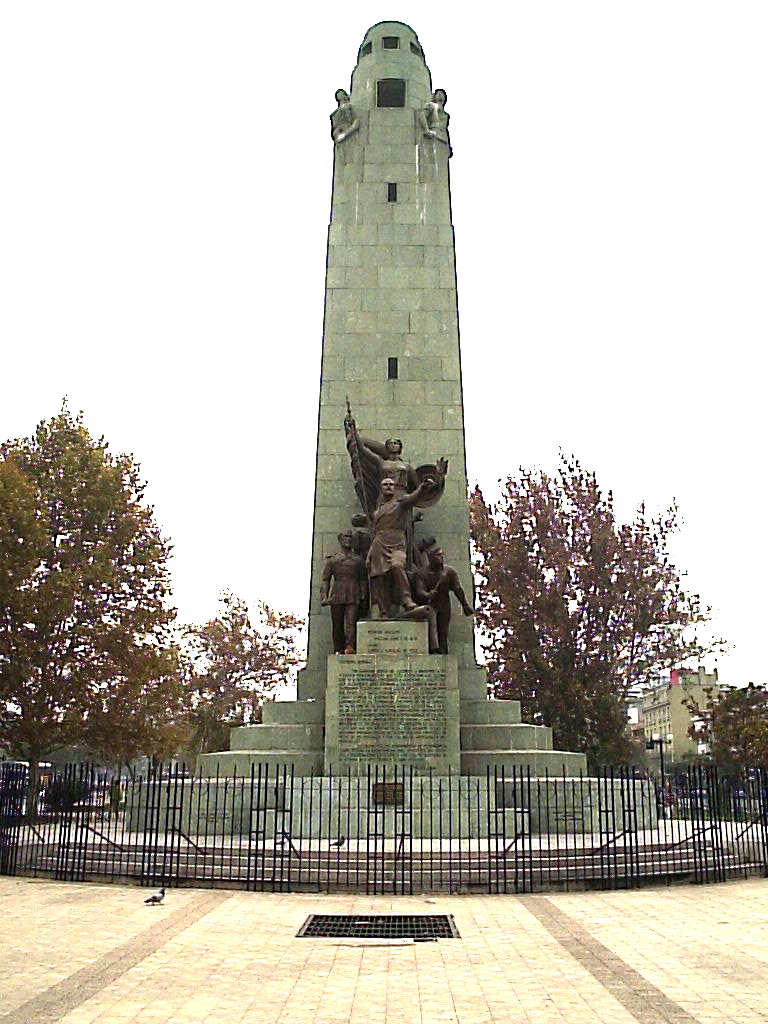
Monument en l'honneur d'Arturo Prat Chacón à Santiago du Chili.

À 8 heures le 21 mai, les cuirassés atteignent leurs objectifs et neutralisent les navires chiliens qui se trouvent à l'entrée de la baie. Surprise et en infériorité, la Marine chilienne entame malgré tout le combat. En comprenant que pour résoudre la situation, il ne restait que les armes, le commandant Grau s'écria alors à l'adresse de ses soldats :
«  Membres de l'équipage du Huáscar. Il est l'heure de punir les ennemis de la Patrie et j'espère que vous saurez le faire en récoltant de nouveaux lauriers et de nouvelles gloires dignes de briller au côté de Junín, d'Ayacucho, d'Abtao et du dos de Mayo. Vive le Pérou !  »

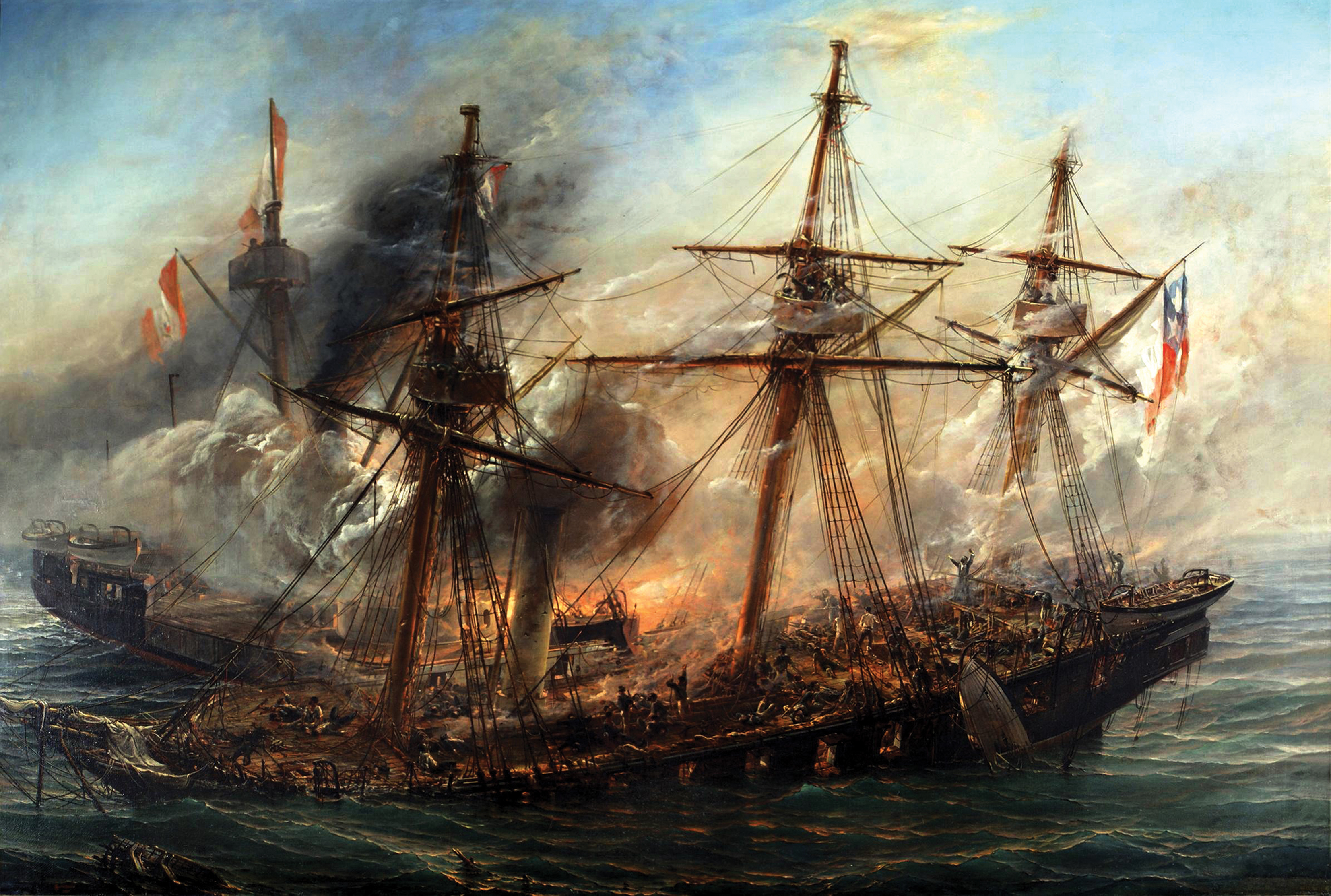
La fin de lEsmeralda (Thomas Somerscales),

Presque au même moment, quand le brouillard commençait à disparaître, la vigie de la Covadonga cria : 
« Des fumées au nord ! »
Le capitaine de la corvette Carlos Condell de la Haza communique les faits au capitaine de frégate Arturo Prat, commandant de l'Esmeralda.
La corvette Esmeralda, le principal navire chilien, dispose de presque deux cents hommes, chiffre similaire à celui du Huáscar. La réponse du commandant Prat n'est pas moins flamboyante :
«  Jeunes gens ! Le conflit est inégal, mais essentiel et de valeur. Notre drapeau n'a jamais été abaissé devant l'ennemi et j'espère que ce n'est pas à cette occasion que cela se produira. Quant à moi je vous assure, que tant que je vivrai, ce drapeau s'élèvera dans ce lieu et si je meurs, mes officiers sauront s'acquitter de leur devoir. Vive le Chili ! »
Les deux « Vive le Pérou ! » et « Vive le Chili ! » se sont répandus aux deux extrémités des eaux d'Iquique, témoins silencieux du premier duel d'envergure entre les deux meilleures marines du continent sud-américain.
L'Esmeralda était une corvette construite en bois de 850 tonnes à propulsion mixte voile-vapeur, avec une puissance mécanique affichée de 200 chevaux, des canons de 40 kilogrammes, quatre de 30 kilogrammes et deux de six kilogrammes (revoir calibres et poids projectiles, description éléments). Le Huáscar déplaçait quant à lui 1130 tonnes, avec un blindage d'une épaisseur de 4,5 pouces, deux canons de calibre 254 mm placés dans une tourelle mobile - dont le mécanisme était toutefois manuel et dont le déplacement d'un point de visée à un autre ne prenait pas moins d'une demi-heure.
Durant la première demi-heure, le Huáscar combattit seulement en manœuvrant contre les deux navires ennemis. Cependant, quand la Independencia approcha pour engager le combat, la Covadonga, sous la conduite du capitaine de corvette Carlos Condell de la Haza, commença à s'éloigner de la zone de combat en direction du sud, Grau ordonnant alors au capitaine de frégate Juan Guillermo More Ruiz de lui donner la chasse ce que celui-ci effectua immédiatement en virant son vaisseau en direction de Punta Gruesa.

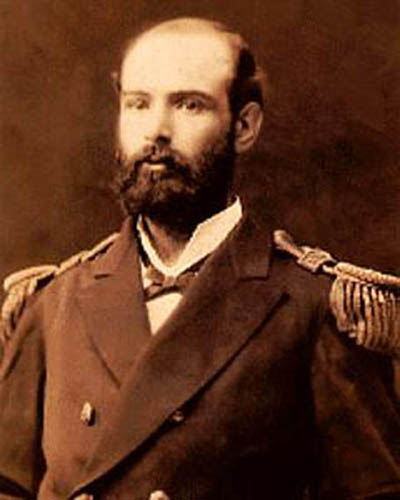
Arturo Prat, le héros chilien de la bataille d'Iquique

L'Esmeralda se retrouva sans échappatoire face aux manœuvres du Huáscar, qui la poursuivait entre les rades d'Iquique et d'El Colorado. Par principe Grau ordonna un coup de semonce en l'air pour obtenir la reddition de l'adversaire. Celui-ci l'ignora et riposta par une bordée de projectiles inutiles car incapables de traverser la cuirasse du Huáscar. D'autre part, les manœuvres de l'Esmeralda, qui se maintenait très proche de la terre, limitaient l'usage de l'artillerie péruvienne par crainte que les projectiles atteignent la population d'Iquique et lui causent des dommages matériels et des pertes en vies humaines.
Les soldats péruviens, installés sur la côte avec une batterie de canons de neuf livres, commencèrent à tirer sur la corvette chilienne, l'atteignant et tuant trois membres de l'équipage.
Le combat entre les deux vaisseaux devait se prolonger durant plus de trois heures. Une heure avant l'assaut et durant un relâchement de l'artillerie, Grau décida de mettre fin à cette rencontre dramatique en recourant à l'éperonnage. Le bateau péruvien exécuta alors une manœuvre et s'avança par le sud, l'Esmeralda se trouvant au nord, tout près de la terre, poursuivie par le Huáscar. Par deux fois la corvette évita l'éperonnage en présentant la poupe dans la première tentative et la proue dans l'autre, de façon que les impacts ne lui causent pas de plus grands dommages. Cependant, l'échange d'artillerie continuait et le vaisseau, malgré les coups reçus ne se rendait pas et répliquait toujours avec toute sa puissance de feu.

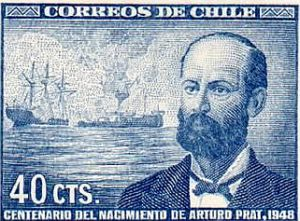
Timbre chilien émis à la mémoire du capitaine Prat

Il s'avère que durant la première passe d'armes, quand les deux navires furent côte à côte, le capitaine Arturo Prat, conscient que son vaisseau était incapable de soutenir victorieusement le combat, dans un acte singulier d'héroïsme, aborda le Huáscar accompagné seulement du sergent Juan de Dios Aldea, une épée et un pistolet à une main, au cri de : « à l'abordage muchachos ! ». Une fois à bord, il s'est avancé vers le poste de commandement, le lieutenant Jorge Velarde lui emboîtant le pas.Le capitaine Prat fut tué par un tir de fusil d'un marin péruvien et tomba sur le pont du navire.
Quand se produisit la deuxième passe d'armes, une seconde tentative d'abordage par les douze autres membres d'équipage chiliens, sous la conduite du lieutenant Ignacio Serrano, fut tout aussi infructueuse et ceux-ci succombèrent en s'acquittant dans l'honneur de leur devoir. L'histoire a inscrit pour la postérité que le Commandant Miguel Grau Seminario, a noblement essayé de prévenir la mort d'Arturo Prat Chacón, mais le fracas de la lutte, que ne connaît ni bons ni héros, empêcha de le sauver.
Au troisième impact de l'éperon et après deux coups de canon, l'Esmeralda se brisa et coula. Seul son pavillon dépassait encore de l'eau. Ce combat dramatique se termina à 12 h 10. Au total, le Huáscar avait tiré quarante projectiles. Les Chiliens accusèrent 135 morts. Les Péruviens perdirent le jeune lieutenant Jorge Velarde et sept marins furent blessés. Immédiatement, avant d'avancer vers la Covadonga, Grau organisa le sauvetage des 62 survivants, dont le dernier lieutenant Luis Uribe Orrego, qui salua le geste humanitaire du commandant du Huáscar.

## Combat naval de Punta Gruesa

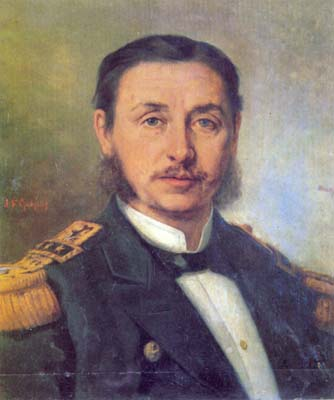
Capitaine de Corbeta Carlos Condell de la Haza, commandant en chef de la canonnière Covadonga (Juan Francisco González).

La victoire péruvienne se vit assombrie par la perte de l’Independencia, cuirassé de 2 000 tonnes qui, après trois heures de combats, s'échoua sur les récifs en face de Punta Gruesa tandis qu'il essayait d'éperonner pour la troisième fois la canonnière Covadonga, entraînant la perte de 26 marins péruviens, sans compter de nombreux blessés, ceci pour capturer un navire en bois de 412 tonnes. Cependant durant cette action, un projectile de 250 livres de la Indépendancia réussit à traverser la canonnière chilienne de bâbord à tribord, cassant le mat de misaine et tuant deux membres de l'équipage dont un chirurgien et détruisant l'un des deux canots.
Les Chiliens avaient fait tirer 59 coups de canon, 45 charges de mitraille et 3400 coups de fusil. Même si les rochers ne figuraient pas sur les cartes, le commandant More de l'Independencia revendiquera 8 mois plus tard sa seule responsabilité devant les batteries de canons lors de la bataille d'Arica.
À partir de ce moment Grau et le Huáscar se retrouvèrent pratiquement seuls face à la flotte chilienne presque intacte. Cependant ils réussirent pendant plusieurs mois à dominer la mer et à retarder ainsi la réalisation des plans de campagne terrestre chilienne qui nécessitaient l'acheminement de troupes par voie maritime vers les théâtres d'opérations.

## Les prisonniers de l’Esmeralda

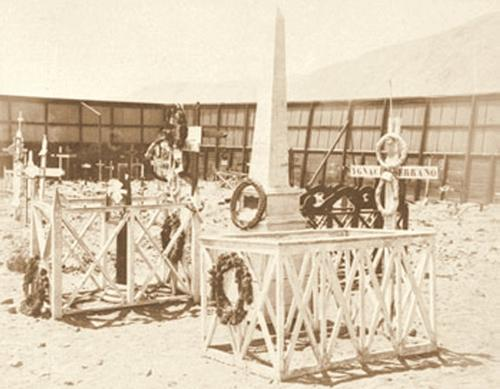
Sépultures provisoires de Prat et Serrano

Les survivants de l’Esmeralda furent rassemblés sur le pont du Huáscar où ils trouvèrent des vêtements secs et de la nourriture par ordre du capitaine de navire Miguel Grau Seminario. Après le combat naval, ils furent débarqués dans le port d'Iquique où le commandant de Division refusa de les aider et même de s'occuper des corps de Arturo Prat et de Serrano. Mais par la suite, apaisé par la victoire, Buendia les reçut, les logea dans les édifices publics de Iquique et les pourvut même en vêtements, en nourriture et autres objets somptueux comme le montre la lettre du vice-consul britannique de Iquique. Les corps de Arturo Prat et de Serrano qui se trouvaient à l'hôpital, furent enterrés par un habitant espagnol, Eduardo Llanos, auprès des autres membres de sa colonie, le 22 mai vers 17 heures 30 au cimetière d'Iquique, à ses frais.

## Tradition et commémoration de l'événement au Chili

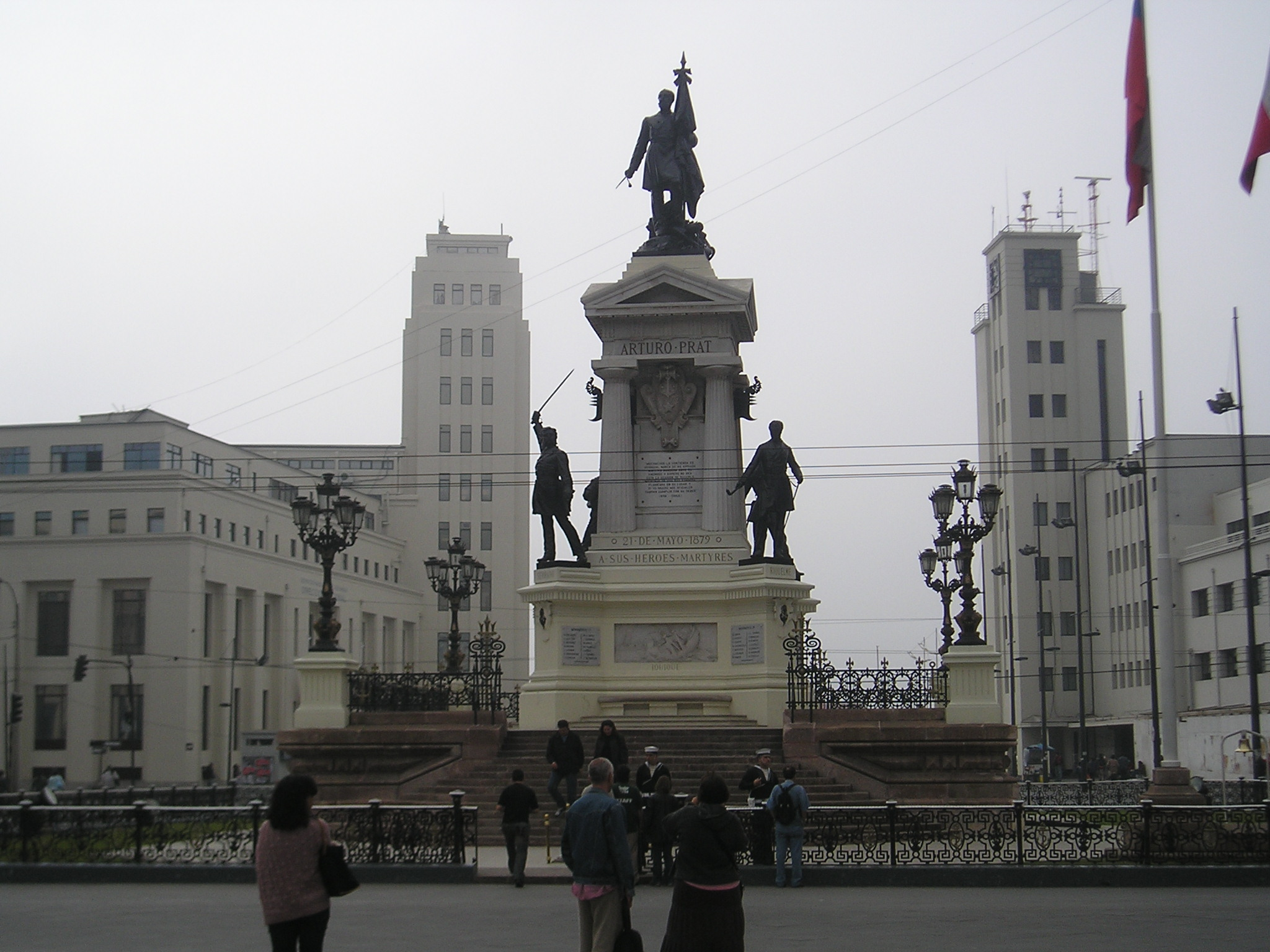
Le mausolée d'Arturo Prat à Valparaíso

Le corps du capitaine Arturo Prat a été transféré à Valparaíso en 1888 et inhumé dans un mausolée selon la volonté de la population. Par ce monument un hommage est ainsi rendu aux héros chiliens du combat et chaque année, en présence du président du Chili, la mémoire d'Arturo Prat est saluée par un défilé militaire.
À la suite de la décision du Congrès national de Valparaíso, la Constitution de 1980 exige du président de donner annuellement un discours en l'honneur d'Arturo Prat dans la même ville. C'est devenu une tradition qui perdure depuis.
D'abord, le président de la république prononce son discours devant les cent vingt députés et les trente-huit sénateurs, à qui se joignent les ambassadeurs, les autorités de l'état, les ministres, les sous-secrétaires, les intendants et gouverneurs, ainsi que le public - la lecture du discours se faisant en direct. Après ce discours et les honneurs respectifs, le président se déplace de quelques mètres jusqu'au mausolée de Arturo Prat, placé sur la place Sotomayor où, en compagnie de l'amiral commandant en chef de l'Armada, il assiste au défilé militaire qui s'y déroule.